# Ян Сюн (политик)
Ян Сюн (кит. 杨雄; ноябрь 1953, Nanhui District, Шанхай — 12 апреля 2021, Шанхай) — китайский политический деятель и бизнесмен. Мэр Шанхая (2012—2017).

## Биография
Ян Сюн родился в 1953 году в уезде Наньхуэй провинции Цзянсу (ныне часть Пудуна, Шанхай). В июле 1985 года он окончил Академию общественных наук КНР, получив степень магистра экономики. Ян Сюн работал на различных должностях, включая председателя правления авиакомпании Shanghai Airlines. В феврале 2001 года он был переведён в муниципальное управление Шанхая. В феврале 2003 года он стал вице-мэром Шанхая, а в январе 2008 года был назначен исполнительным вице-мэром.
26 декабря 2012 года мэр Шанхая Хань Чжэн был повышён до должности секретаря Коммунистической партии в Шанхае, вследствие этого он подал в отставку с поста мэра города. Ян Сюн был назначен исполняющим обязанности мэра. 1 февраля 2013 года он был избран мэром Шанхая муниципальным народным собранием.
17 января 2017 года Ян подал в отставку с поста мэра. Его сменил Ин Юн.
Ян никогда не был полноправным или альтернативным членом ЦК КПК, что было необычно для чиновника его ранга.
Ян Сон неожиданно умер 12 апреля 2021 года в больнице Хуашань из-за сердечной недостаточности. Ему было 67 лет.